# Indianapolis Kautskys 1937-1938
La stagione 1937-38 degli Indianapolis Kautskys fu la 1ª nella NBL per la franchigia.
Gli Indianapolis Kautskys arrivarono quarti nella Western Division con un record di 4-9, non qualificandosi per i play-off.

## Roster
| N° | Naz.                   | Ruolo | Sportivo        | Anno | Alt. | Peso |
| -- | ---------------------- | ----- | --------------- | ---- | ---- | ---- |
|    | Stati Uniti (bandiera) | A     | Robert Kessler  | 1914 | 183  | 75   |
|    | Stati Uniti (bandiera) | G     | Leo Crowe       | 1912 | 180  | 77   |
|    | Stati Uniti (bandiera) | G     | Harlan Wilson   | 1914 | 180  | 73   |
|    | Stati Uniti (bandiera) | AC    | George Chestnut | 1911 | 196  | 95   |
|    | Stati Uniti (bandiera) | A     | Cy Proffitt     | 1911 | 191  | 86   |
|    | Stati Uniti (bandiera) | GA    | Frank Baird     | 1912 | 180  | 73   |
|    | Stati Uniti (bandiera) | C     | Bill Schrader   | 1910 | 201  | 95   |
|    | Stati Uniti (bandiera) | GA    | Everett Swank   | 1913 | 180  | 75   |
|    | Stati Uniti (bandiera) | C     | Fred Fechtman   | 1910 | 203  | 95   |

## Staff tecnico
- Allenatore: Frank Kautsky